# Dorothy Savile Boyle
Dorothy Savile Boyle, comtesse de Burlington et de Cork, née le 13 septembre 1699 et morte le 21 septembre 1758, est une aristocrate et artiste britannique, connue pour ses portraits. Elle fut une importante mécène, notamment de l'acteur David Garrick et du musicien Georg Friedrich Haendel.

## Biographie
Dorothy Savile est née le 13 septembre 1699 en Angleterre, fille de William Savile Halifax, et de Mary Finch, sa seconde épouse, fille de Daniel Finch, 2e comte de Nottingham et 7e comte de Winchilsea. Durant sa jeunesse, elle fait partie de la suite de la reine Caroline.
À sa majorité, elle entre en possession, en tant que cohéritière, d'une partie du patrimoine de son père. De cette époque date son portrait exécuté par Michael Dahl. Elle épouse le 21 mars 1721 Richard Boyle, 3e comte de Burlington, architecte et parfait connaisseur du monde des arts. La cérémonie est marquée par divers événements aux cours desquels sont conviés musiciens et comédiens.
Quelque temps après son mariage, elle se charge de la décoration intérieure de Chiswick House que son époux avait fait construire. Le couple, qui réside aussi durant les décennies suivantes entre Burlington House (Londres) et Londesborough, dans le Yorkshire, eut trois filles, Dorothy (1724–1742), Julianna (1727–1730), et Charlotte-Elizabeth (1731–1754) ; seule cette dernière eut une descendance, en épousant William Cavendish, marquis de Hartington et futur duc de Devonshire, qui hérita des charges et d'une partie des biens des Savile-Boyle. En 1739, Jean-Baptiste van Loo exécute un portrait de Dorothy Savile, de lord Burlington et de leurs deux filles, Dorothy et Charlotte.
Dorothy Savile Boyle meurt le 21 septembre 1758 à Chiswick House, âgée de 59 ans, ayant survécu près de six ans à son époux.

## L'artiste et la mécène
Dorothy Savile Boyle est formée à l'art de peindre principalement par William Kent et Joseph Goupy ; il semble qu'elle fut très proche de ce dernier, qui l'initia à l'huile et aux caricaturas, manière de dessiner d'un trait rapide, venue d'Italie et que de nombreux artistes anglais mettent alors au goût du jour, à commencer par William Hogarth. Très lié à lord Burlington, Kent initie la comtesse au pastel ; elle commence par copier des portraits de maîtres. Dorothy produit ensuite un pastel représentant Kent, dont George Vertue dit qu'il est de meilleure facture que celui exécuté par William Aikman. Au milieu des années 1720, Goupy lui enseigne la technique de la peinture à l'huile et le dessin au crayon. Selon le critique Neil Jeffares et le British Museum, elle reçoit également des leçons de Charles Jervas, peintre portraitiste du roi.
Elle est de son vivant remarquée pour son talent de dessinatrice. Horace Walpole écrivit qu'elle excellait à portraiturer au crayon, en quelques minutes, ses proches, produisant de nombreuses scènes intimistes d'une grande précision. Elle fait plusieurs esquisses représentant Alexander Pope qu'elle apprécie. Elle aime aussi John Gay.
Son goût pour l'opéra et le théâtre la conduit à financer certaines représentations dirigée par Georg Friedrich Haendel, ainsi que la troupe de David Garrick qu'elle conseille dans son mariage avec Eva Marie Veigel.
Le domaine de Chatsworth House, propriété du duc de Devonshire, conserve d'elle vingt-quatre portraits peints.

## Savile Row
Lord Burlington entreprend en 1733 la construction de nouvelles rues et logements sur les terrains attenants au domaine de Burlington House, appelés le Mayfair. La célèbre Savile Row, qui devient dès la fin du XVIIIe siècle le lieu des couturiers, tailleurs, modistes et autres artisans du plus grand chic londonien, fut nommée ainsi en hommage à la comtesse.